# Fotótrofo

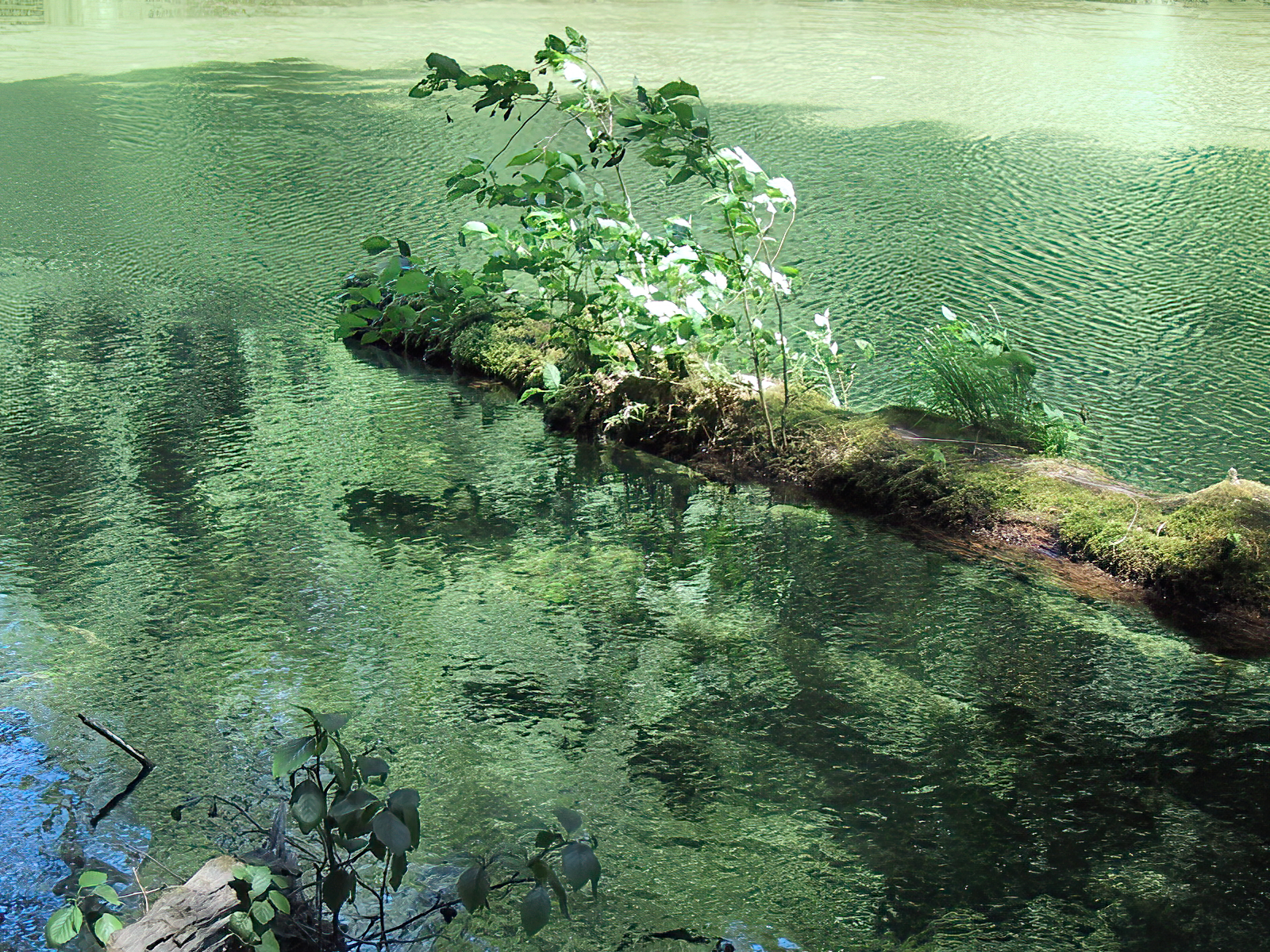
Fotótrofos terrestres y acuáticos: las plantas crecen sobre un tronco caído que flota en agua rica en algas

Fotótrofos (del griego φῶς, φωτός (phôs, phōtós) 'luz' y τροφή (trophḗ) 'alimentación') son organismos que llevan a cabo la captura de fotones para producir compuestos orgánicos complejos (por ejemplo, carbohidratos) y adquirir energía. Utilizan la energía de la luz para llevar a cabo diversos procesos metabólicos celulares. Sus fuentes de carbono proceden del dióxido de carbono (CO2) (fotoautotróficas o fotosintéticos) o del carbono orgánico (fotoheterotróficas). Todos los fototrofos utilizan una cadena transportadora de electrones o una bomba de protones para crear un gradiente electroquímico para ser utilizado por la ATP-sintetasa. Los donantes de electrones y iones hidrógeno son compuestos inorgánicos, por lo que se denominan litotrofos (fotolitoautotrofos).
No todos los fotótrofos son obligatoriamente fotosintéticos. Muchos fotótrofos a menudo hacen fotosíntesis: convierten anabólicamente el dióxido de carbono en material orgánico para ser utilizado estructural, funcionalmente o como fuente para procesos catabólicos posteriores (por ejemplo, en forma de almidones, azúcares y grasas). Los organismos fototrofos oxigénicos (productores de oxígeno), utilizan la clorofila para captar la energía de la luz y oxidan el agua, que descomponen en oxígeno molecular. Por el contrario, los organismos fototrofos anoxigénicos (no productores de oxígeno), usan bacterioclorofila que absorbe predominantemente en longitudes de onda no visibles, viven en ambientes acuáticos y utilizando la luz oxidan sustancias químicas inorgánicas como el sulfuro de hidrógeno (H2S).
Los fotótrofos pueden ser autótrofos o heterótrofos. Si sus donantes de electrones e hidrógeno son compuestos inorgánicos (por ejemplo, Na
2S
2O
3, como en algunas bacterias de azufre púrpura, o H
2S, como en algunas bacterias verdes del azufre) también pueden llamarse litótrofos, por lo que algunos fotoautótrofos también se denominan fotolitoautótrofos. Ejemplos de organismos fotótrofos son Rhodobacter capsulatus, Chromatium y Chlorobium.

## Historia
Originalmente utilizado con un significado diferente, el término tomó su definición actual después de Lwoff y colaboradores (1946).

## Fotoautótrofo
La mayoría de los fotótrofos bien reconocidos son autótrofos, también conocidos como fotoautótrofos, y pueden fijar carbono. Se pueden contrastar con los quimiotrofos que obtienen su energía por oxidación de los donantes de electrones en sus entornos. Los fotoautótrofos son capaces de sintetizar su propio alimento a partir de sustancias inorgánicas utilizando la luz como fuente de energía. Las plantas verdes y las bacterias fotosintéticas son fotoautótrofas. Los organismos fotoautótrofos a veces se denominan holofitos.
Los organismos fotosintéticos oxigenados usan clorofila para capturar energía luminosa y oxidan el agua, "dividiéndola" en oxígeno molecular.

### Ecología
En un contexto ecológico, los fotótrofos suelen ser la fuente de alimento para la vida heterótrofa vecina. En ambientes terrestres, las plantas son la variedad predominante, mientras que los ambientes acuáticos incluyen una variedad de organismos fototróficos como algas (por ejemplo, kelp), otros protistas (como euglena), fitoplancton y bacterias (como cianobacterias).
Las cianobacterias, que son organismos procarióticos que realizan la fotosíntesis oxigénica, ocupan muchas condiciones ambientales, que incluyen agua dulce, mares, suelo y líquenes. Las cianobacterias llevan a cabo una fotosíntesis similar a la de las plantas porque el orgánulo de las plantas que lleva a cabo la fotosíntesis se deriva de una cianobacteria endosimbiótica. Esta bacteria puede utilizar el agua como fuente de electrones para realizar reacciones de reducción de CO2.
Un fotolitoautótrofo es un organismo autótrofo que utiliza energía luminosa y un donante de electrones inorgánico (por ejemplo, H2O, H2, H2S) y CO2 como fuente de carbono.

## Fotoheterótrofo
A diferencia de los fotoautótrofos, los fotoheterótrofos son organismos que dependen únicamente de la luz para su energía y principalmente de compuestos orgánicos para su carbono. Los fotoheterótrofos producen ATP a través de la fotofosforilación, pero utilizan compuestos orgánicos obtenidos del medio ambiente para construir estructuras y otras biomoléculas.

## Clasificación por molécula captadora de luz
La mayoría de los fotótrofos usan clorofila o la bacterioclorofila relacionada para capturar la luz y se conocen como clorofotótrofos. Otros, en cambio, usan retinal y son retinalofotótrofos.

## Diagrama de flujo

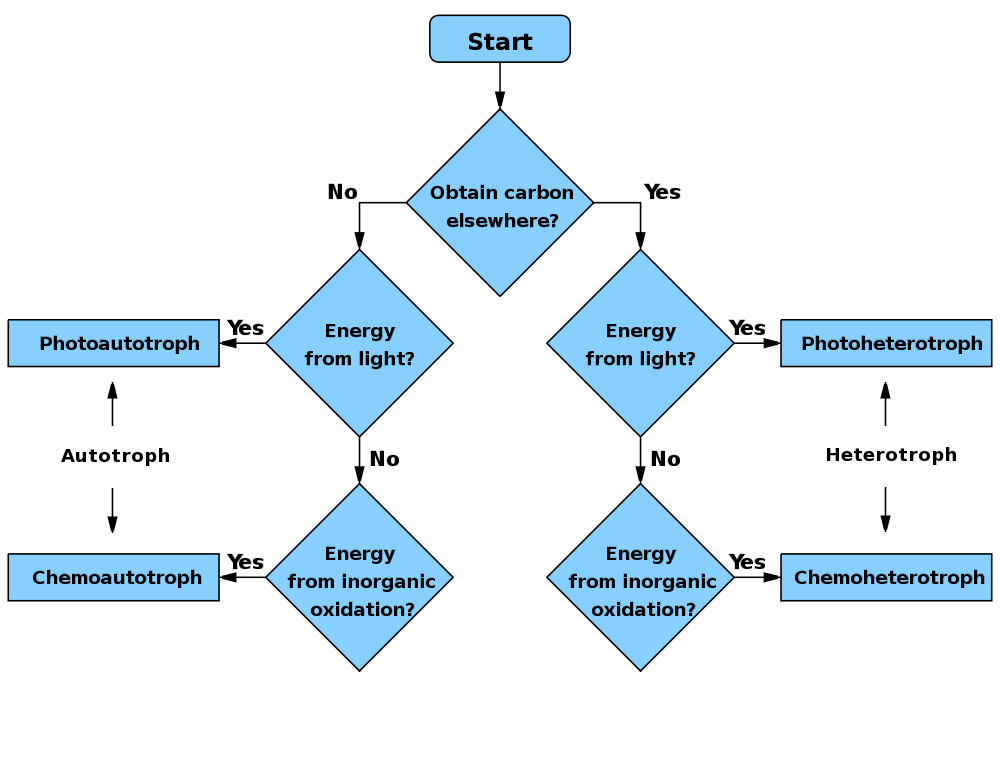
Diagrama de flujo para determinar si una especie es autótrofa, heterótrofa o un subtipo

|             | Quimiótrofo       | Fotótrofo       |
| ----------- | ----------------- | --------------- |
| Autótrofo   | Quimioautótrofo   | Fotoautótrofo   |
| Heterótrofo | Quimioheterótrofo | Fotoheterótrofo |